# 藤本景子
藤本 景子（ふじもと けいこ、1977年6月23日 - ）は、関西テレビ編成局アナウンス部のアナウンサーである。

## 来歴
山口県防府市出身。山口県立防府高等学校、フェリス女学院大学文学部卒業後、2000年4月、関西テレビに入社。
2006年4月1日より、『ベリーベリーサタデー!』を後輩アナウンサーの村西利恵に替わって担当。
同局社員の男性と2008年6月に挙式。同年正月に山口県で結納を済ませている。
2008年6月30日から放送が開始された平日朝の情報番組『よ〜いドン!』で進行を担当していた。2010年5月には、『よ〜いドン!』の他、土曜日の『たかじん胸いっぱい』と『モモコのOH!ソレ!み〜よ!』、日曜日の『お笑いワイドショー マルコポロリ!』にレギュラー出演しており、関西テレビの番組にはバラエティ中心に週7日登場していた。
2013年9月26日に妊娠を発表後、体調不良で休養していたが、2013年11月1日付で産休に入った。
2014年3月23日に第1子となる男児を出産。
2015年春からの復帰が発表され、同年3月30日より開始される自社制作3時間枠の新報道・情報番組『ゆうがたLIVE ワンダー』のメインキャスターを務めた。
2018年の夏に第2子となる女児を出産。第1子とは4歳差。産休、育休で14ヵ月休暇を取得し、2019年8月に復帰した。

## 人物
- 東海テレビ放送アナウンサー・藤本晶子（元札幌テレビ放送アナウンサー）は実妹。
- 2006年6月26日に放送された『徹底解剖!宮崎哲弥、43歳』という番組で「関西で一番、宮崎哲弥を知る女性」ということでMBSラジオに出演。その他にはMBSテレビ『たかじんONE MAN』にも局の垣根を越えて出演したことがある。
- グループ会社である、関西テレビ☆京都チャンネルにて放送されていた『カンテーレ!女子アナ三姉妹』にて各アナウンサーのイメージビデオを作成し、DVDを作成したことがある。

## 出演番組

### 現在
- カンテら!（ラジオ大阪　番組は2021年3月29日深夜から開始、他のカンテレアナウンサーと交代で不定期出演）
- ピーコ&兵動のピーチケパーチケ → ピーチケパーチケ
  - ピーチケプラス
  - ピーチケMusic
- 旬感LIVE とれたてっ!（2023年10月3日 - ） - 進行キャスター（火・木曜日担当）
- newsランナー（2024年11月1日 - ） - 金曜日コーナー「見逃し厳禁!おっカネ～NEWS」担当

### 過去
- ごきげんライフスタイル よ〜いドン!
- たかじん胸いっぱい
- モモコのOH!ソレ!み～よ!
- お笑いワイドショー マルコポロリ!
- 関ジャニ∞のジャニ勉（ナレーション）
- ハピくるっ! － 2011年10月3日 - 2013年9月27日
- St@ge － 毎週日曜日深夜
- ベリーベリーサタデー! － 2006年4月 - 2007年3月
- F-CUBE（週刊!芸能キング） － 2006年1月 - 2006年3月
- GO!GO!ガリバーくん  － 2005年10月 - 2006年3月
- 走れ!ガリバーくん  － 1996年4月 - 2005年9月
- 2時ワクッ! － 2004年3月 - 2005年12月
- キャンゲキ － 2004年11月 - 2005年9月
- ガラパゴス 〜絶滅危惧品種保護委員会〜 － 2000年5月 - 2004年10月
- よるけぃ － 2003年4月 - 2004年3月
- 遠足TV!（関西テレビ☆京都チャンネル） － 2002年7月 - 2003年4月
- ぶらっち（関西テレビ☆京都チャンネル） － 2001年4月 - 2001年9月
- ぶらりプチ京都（関西テレビ☆京都チャンネル） － 2001年10月 - 2002年3月
- めざましテレビ （FNS系列全国ネット、関西中継担当、2000年夏 - 2001年春）
- アンフェア（アナウンサー役、2007年1月 - 2007年3月）
- 阪神タイガース大みそか大感謝祭&関西駅伝No.1決定戦! － 2008年12月31日）
- KTVニュース（不定期）
- ゆうがたLIVE ワンダー → みんなのニュース ワンダー（総合司会）－  2015年3月30日 - 2017年3月24日

### ビデオ/DVD
- カンテーレ!女子アナ三姉妹in KYOTO（2004年1月23日）
- カンテーレ!女子アナ三姉妹の休日（2004年1月23日）

## 関連人物
- 山本浩之
- やしきたかじん
- 円広志
- ハイヒールモモコ
- 西川ヘレン
- 東野幸治
- 宮崎哲弥
- 桂ざこば